# Tannøya

Tannøya en norvégien (ou Dattajsuoloj en Same de Lule) une  île de la commune de Hamarøy , en mer de Norvège dans le comté de Nordland en Norvège. 

## Description
L'île de 22,1 km2 est située dans le Vestfjord au nord-est de Ulvsvåg

## Galerie

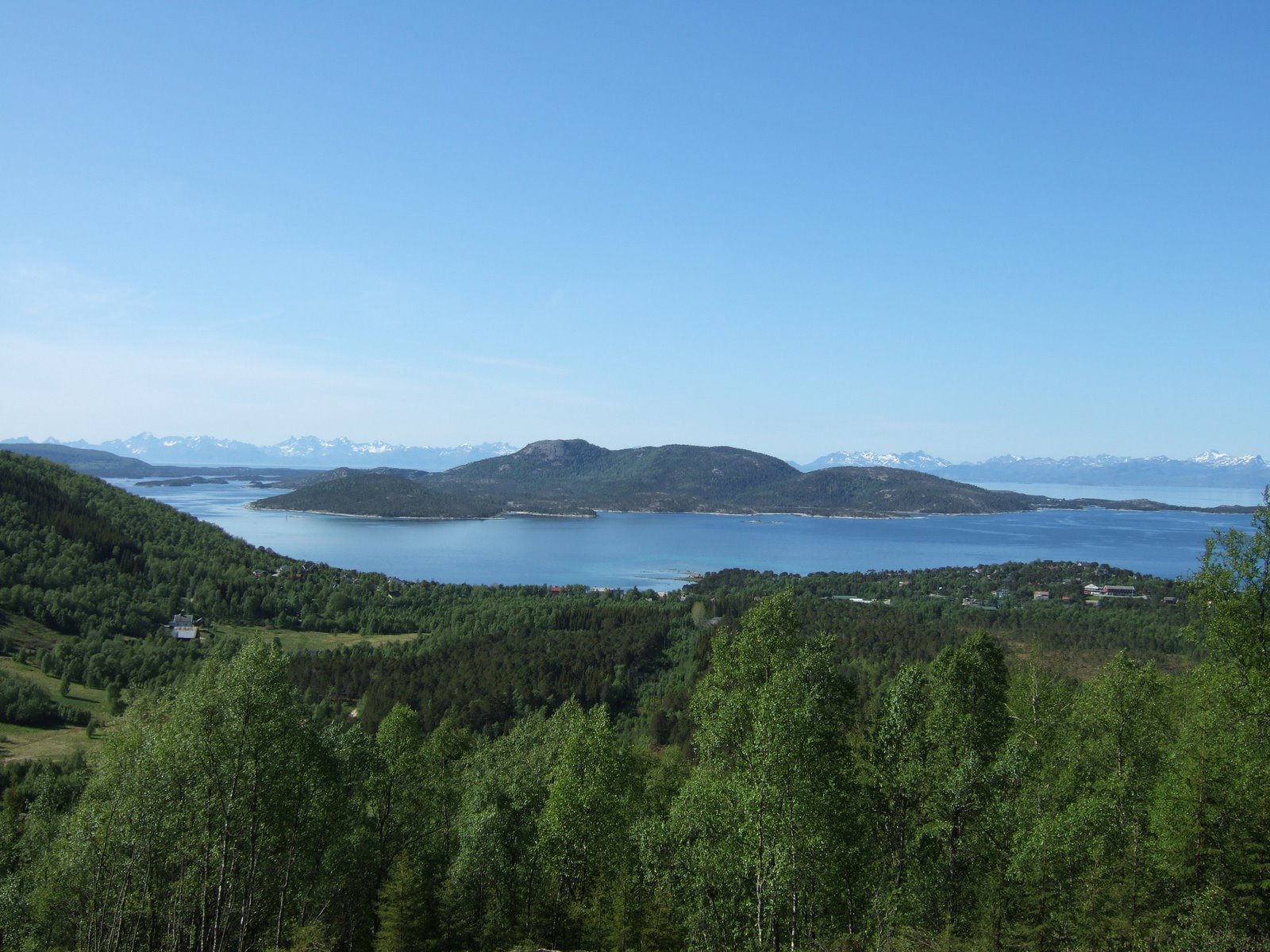
Tannoya